# U-389
El submarí alemany U-389 va ser un submarí tipus VIIC construït per la Kriegsmarine de l'Alemanya nazi per al servei durant la Segona Guerra Mundial.
Va realitzar només una única patrulla, sota el comandament del Kptlt. Siegfried Heilmannen, la que no va danyar ni enfonsar cap vaixell.
 Va ser enfonsat per un avió britànic al sud-oest d'Islàndia el 4 d'octubre de 1943.

## Disseny
Els submarins alemanys de tipus VIIC van ser precedits pels submarins de tipus VIIB més curts. L'U-389 tenia un desplaçament de 769 tones (757 tones llargues) quan estava a la superfície i de 871 tones (857 tones llargues) mentre estava submergit. Tenia una longitud total de 67,10 m (220 peus 2 polzades), una longitud del casc a pressió de 50,50 m (165 peus 8 polzades), una mànega de 6,20 m (20 peus 4 polzades), una alçada de 9,60 m (31 peus 6 polzades) i un calat de 4,74 m (15 peus 7 polzades). El submarí estava propulsat per dos motors dièsel sobrealimentats de sis cilindres i quatre temps Germaniawerft F46, produint un total de 2.800 a 3.200 cavalls de potència (2.060 a 2.350 kW; 2.760 a 3.160 shp) per al seu ús a la superfície, dos motors elèctrics de doble efecte Garbe, Lahmeyer & Co. RP 137/c que produïen un total de 750 cavalls de potència (75500 kW); shp) per utilitzar-lo submergit. Tenia dos eixos i dues hèlixs d'1,23 m (4 peus). El vaixell era capaç d'operar a profunditats de fins a 230 metres (750 peus).
El submarí tenia una velocitat màxima en superfície de 17,7 nusos (32,8 km/h; 20,4 mph) i una velocitat màxima submergida de 7,6 nusos (14,1 km/h; 8,7 mph). Quan estava submergit, el vaixell podia operar durant 80 milles nàutiques (150 km; 92 milles) a 4 nusos (7,4 km/h; 4,6 mph); mentre que a la superfície podia viatjar 8.500 milles nàutiques (15.700 km; 9.800 milles) a 10 nusos (19 km/h; 12 mph).
L'U-389 estava equipat amb cinc tubs de torpedes de 53,3 cm (21 polzades) (quatre muntats a la proa i un a la popa), catorze torpedes, un canó naval SK C/35 de 8,8cm (3,46 polzades), 220 projectils i un canó antiaeri C/30 de 2 cm (0,79 polzades). El vaixell tenia una tripulació de d'entre 44 i 60 oficials i mariners.

## Historial de servei
La quilla del submarí es va posar el 3 de desembre de 1941 a la drassana Howaldtswerke de Flensburg, amb número de drassana número 20. L'avarament va ser el 19 de desembre de 1942 i l'assignació el 6 de febrer de 1943, sota el comandament del Kapitänleutnant Siegfried Heilmann.
La nau va participar en la llopada Rossbach, del 24 de setembre al 4 d'octubre de 1943.
Va servir amb la 5a Flotilla d'U-boot des del 6 de febrer de 1943, i amb la 9a des de l'1 d'agost del mateix any.
Després de navegar entre Kiel, Bergen i Trondheim, l'U-389 va salpar de Trondheim el 18 de setembre de 1943. Passant per l'escletxa GIUK que separa Islàndia i les illes Fèroe, va ser atacat i enfonsat per carregues de profunditat llançades des d'un Liberator del 120è Esquadró de la RAF el 4 d'octubre de 1943. No hi van haver supervivents.

## Destí prèviament registrat
S'havia senyalat que l'enfonsament de l'U-389 havia estat el 5 d'octubre de 1943 al sud-oest d'Islàndia, a l'estret de Dinamarca, per un Libeator del 269è Esquadró de la RAF. Aquest atac va ser contra l'U-336.